# Fussballclub Münsingen 2018-2019
Questa voce raccoglie le informazioni riguardanti il Fussballclub Münsingen nelle competizioni ufficiali della stagione 2018-2019.

## Stagione
Nella stagione 2018-2019 il Münsingen, allenato da Kurt Feuz, concluse il campionato di Promotion League al 11º posto.

## Rosa
| N. |                          | Ruolo | Calciatore        |
| -- | ------------------------ | ----- | ----------------- |
| 1  | Svizzera (bandiera)      | P     | Patrick Karrer    |
| 2  | Liechtenstein (bandiera) | D     | Jens Hofer        |
| 3  | Svizzera (bandiera)      | D     | Nick Rothen       |
| 4  | Svizzera (bandiera)      | C     | Moritz Hischier   |
| 5  | Svizzera (bandiera)      | D     | Patrick Strahm    |
| 5  | Svizzera (bandiera)      | C     | Michael Siegfried |
| 6  | Germania (bandiera)      | C     | Maximilian Dreier |
| 7  | Kosovo (bandiera)        | C     | Valon Selmani     |
| 8  | Svizzera (bandiera)      | C     | Markus Hubacher   |
| 9  | Svizzera (bandiera)      | A     | Sandro Christen   |
| 10 | Svizzera (bandiera)      | C     | Michael Erzinger  |
| 11 | Svizzera (bandiera)      | C     | Luca Lavorato     |
| 12 | Germania (bandiera)      | D     | Antonius Dreier   |
| 13 | Svizzera (bandiera)      | A     | Patric Gasser     |

| N. |                       | Ruolo | Calciatore         |
| -- | --------------------- | ----- | ------------------ |
| 14 | Svizzera (bandiera)   | C     | Joel Fryand        |
| 15 | Svizzera (bandiera)   | D     | Braima Gafner      |
| 18 | Svizzera (bandiera)   | D     | Daniel Mumenthaler |
| 18 | Svizzera (bandiera)   | C     | Matthias Collard   |
| 18 | Italia (bandiera)     | A     | Franco Martignoni  |
| 19 | Svizzera (bandiera)   | C     | Alban Murina       |
| 20 | Svizzera (bandiera)   | D     | Maik Hauswirth     |
| 21 | Svizzera (bandiera)   | C     | Michael Wittwer    |
| 25 | Svizzera (bandiera)   | P     | Dominique Aebi     |
|    | Svizzera (bandiera)   | P     | Timon Hunziker     |
|    | Portogallo (bandiera) | D     | Ayrton Ribeiro     |
|    | Svizzera (bandiera)   | D     | Fabian Erzinger    |
|    | Svizzera (bandiera)   | D     | Tobias Kurz        |

## Organigramma societario
Area tecnica
- Allenatore: Kurt Feuz
- Allenatore in seconda:
- Preparatore dei portieri:
- Preparatori atletici:

## Calciomercato

### Sessione estiva
| Acquisti | Acquisti | Acquisti | Acquisti |
| R.       | Nome     | da       | Modalità |
| -------- | -------- | -------- | -------- |

| Cessioni | Cessioni | Cessioni | Cessioni |
| R.       | Nome     | a        | Modalità |
| -------- | -------- | -------- | -------- |

### Sessione invernale
| Acquisti | Acquisti | Acquisti | Acquisti |
| R.       | Nome     | da       | Modalità |
| -------- | -------- | -------- | -------- |

| Cessioni | Cessioni | Cessioni | Cessioni |
| R.       | Nome     | a        | Modalità |
| -------- | -------- | -------- | -------- |

## Risultati

### Promotion League
| Arbitro: | Wolfensberger |

|                     |           |            |
| Rexhepi 30’ Tia 62’ | Marcatori | 15’ Dreier |

| Arbitro: | Rothenfluh |

|                                         |           |                                     |
| Gasser 4’ Herger 24’, 82’ Schiavano 90’ | Marcatori | 15’ Ribeiro 71’ Murina 76’ Christen |

| Arbitro: | Gianforte |

|                 |           |  |
| Gasser 57’, 90’ | Marcatori |  |

| Arbitro: | Odiet |

|                     |           |            |
| Eleouet 12’ Bud 79’ | Marcatori | 49’ Dreier |

| Arbitro: | Ljatifi |

|  |           |           |
|  | Marcatori | 81’ Colic |

| Arbitro: | Morais |

|             |           |              |
| Alvarez 58’ | Marcatori | 12’ Christen |

| Arbitro: | Superczynski |

|  |           |                                   |
|  | Marcatori | 12’, 90’ Delley 81’ (aut.) Dreier |

| Losanna 15 settembre 2018, ore 17:00 CEST 8ª giornata | Stade Lausanne-Ouchy | 0 – 0 referto | Münsingen | Centre sportif de Vidy (200 spett.)\| Arbitro: \| Thies \| |
| Arbitro:                                              | Thies                |               |           |                                                            |

| Arbitro: | Rosset |

|  |           |           |
|  | Marcatori | 40’ Causi |

| Arbitro: | Cibelli |

|                                                |           |  |
| Abegglen 16’, 43’ Eberle 24’ Riedle 89’ (rig.) | Marcatori |  |

| Arbitro: | Hänggi |

|                        |           |                 |
| Dreier 6’ Lavorato 84’ | Marcatori | 38’ Yandokouzou |

| Arbitro: | von Mandach |

|            |           |            |
| Nsiala 43’ | Marcatori | 66’ Murina |

| Arbitro: | Turkes |

|                         |           |           |
| Christen 10’ Gasser 79’ | Marcatori | 3’ Bičvić |

| Arbitro: | Bosnic |

|                        |           |                 |
| Philippe 33’ Costa 90’ | Marcatori | 16’, 90’ Gasser |

| Arbitro: | Gianforte |

|  |           |                                   |
|  | Marcatori | 45’ Zunic 67’ Tushi 90’ Gubinelli |

| Arbitro: | Ghisletta |

|                              |           |  |
| Lavorato 43’, 50’ Gasser 78’ | Marcatori |  |

| Arbitro: | Odiet |

|            |           |           |
| Murina 23’ | Marcatori | 5’ Giampà |

| Arbitro: | Gianforte |

|                                 |           |  |
| Felitti 59’ Italo 82’ Maffi 90’ | Marcatori |  |

| Münsingen 10 marzo 2019, ore 14:30 CET 19ª giornata | Münsingen    | 0 – 0 referto | Yverdon | Sportanlage Sandreutenen (180 spett.)\| Arbitro: \| Kanagasingam \| |
| Arbitro:                                            | Kanagasingam |               |         |                                                                     |

| Arbitro: | Rosset |

|  |           |              |
|  | Marcatori | 58’ Christen |

| Arbitro: | Hürlimann |

|                 |           |             |
| Gasser 46’, 66’ | Marcatori | 80’ Alvarez |

| Arbitro: | Grundbacher |

|                          |           |  |
| Chentouf 32’, 90’ (rig.) | Marcatori |  |

| Arbitro: | von Mandach |

|           |           |              |
| Gasser 9’ | Marcatori | 53’ Lahiouel |

| Arbitro: | Carrard |

|                                         |           |  |
| Ramadani 28’, 60’ Causi 56’ (rig.), 56’ | Marcatori |  |

| Arbitro: | Bosnic |

|            |           |  |
| Gasser 69’ | Marcatori |  |

| Arbitro: | Dégallier |

|  |           |                   |
|  | Marcatori | 25’ (rig.) Dreier |

| Münsingen 5 maggio 2019, ore 14:00 CEST 27ª giornata | Münsingen | 0 – 0 referto | Wohlen | Sportanlage Sandreutenen (300 spett.)\| Arbitro: \| Ghisletta \| |
| Arbitro:                                             | Ghisletta |               |        |                                                                  |

| Arbitro: | Dégallier |

|                |           |            |
| Harambasic 90’ | Marcatori | 37’ Gasser |

| Arbitro: | von Mandach |

|            |           |           |
| Gasser 83’ | Marcatori | 36’ Costa |

| Arbitro: | Rosset |

|                                                               |           |  |
| Tushi 7’ Conus 14’ Huser 16’ Marchand 38’ Zunic 78’ Suter 90’ | Marcatori |  |

## Statistiche

### Statistiche di squadra
| Competizione     | Punti | In casa | In casa | In casa | In casa | In casa | In casa | In trasferta | In trasferta | In trasferta | In trasferta | In trasferta | In trasferta | Totale | Totale | Totale | Totale | Totale | Totale | DR  |
| Competizione     | Punti | G       | V       | N       | P       | Gf      | Gs      | G            | V            | N            | P            | Gf           | Gs           | G      | V      | N      | P      | Gf     | Gs     | DR  |
| ---------------- | ----- | ------- | ------- | ------- | ------- | ------- | ------- | ------------ | ------------ | ------------ | ------------ | ------------ | ------------ | ------ | ------ | ------ | ------ | ------ | ------ | --- |
| Promotion League | 37    | 15      | 6       | 5       | 4       | 15      | 14      | 15           | 3            | 5            | 7            | 14           | 30           | 30     | 9      | 10     | 11     | 29     | 44     | -15 |
| Totale           | 37    | 15      | 6       | 5       | 4       | 15      | 14      | 15           | 3            | 5            | 7            | 14           | 30           | 30     | 9      | 10     | 11     | 29     | 44     | -15 |

### Andamento in campionato
| Giornata  | 1  | 2  | 3  | 4 | 5  | 6  | 7  | 8  | 9  | 10 | 11 | 12 | 13 | 14 | 15 | 16 | 17 | 18 | 19 | 20 | 21 | 22 | 23 | 24 | 25 | 26 | 27 | 28 | 29 | 30 |
| --------- | -- | -- | -- | - | -- | -- | -- | -- | -- | -- | -- | -- | -- | -- | -- | -- | -- | -- | -- | -- | -- | -- | -- | -- | -- | -- | -- | -- | -- | -- |
| Luogo     | T  | T  | C  | T | C  | T  | C  | T  | C  | T  | C  | T  | C  | T  | C  | C  | C  | T  | C  | T  | C  | T  | C  | T  | C  | T  | C  | T  | C  | T  |
| Risultato | P  | P  | V  | V | P  | N  | P  | N  | P  | P  | V  | N  | V  | N  | P  | V  | N  | P  | N  | V  | V  | P  | N  | P  | V  | V  | N  | N  | N  | P  |
| Posizione | 10 | 15 | 10 | 8 | 11 | 10 | 10 | 10 | 11 | 14 | 13 | 12 | 11 | 11 | 12 | 10 | 11 | 11 | 11 | 11 | 10 | 10 | 11 | 11 | 11 | 11 | 10 | 10 | 10 | 11 |

Legenda:

Luogo: C = Casa; T = Trasferta. Risultato: V = Vittoria; N = Pareggio; P = Sconfitta.

### Statistiche dei giocatori
| D. Aebi        | 2  | 0  | 0 | 0 |
| S. Christen    | 30 | 4  | 3 | 0 |
| M. Collard     | 29 | 0  | 5 | 0 |
| A. Dreier      | 25 | 1  | 9 | 2 |
| M. Dreier      | 20 | 3  | 7 | 0 |
| F. Erzinger    | 0  | 0  | 0 | 0 |
| M. Erzinger    | 29 | 0  | 1 | 0 |
| J. Fryand      | 6  | 0  | 0 | 0 |
| P. Funaro      | 6  | 0  | 0 | 0 |
| B. Gafner      | 18 | 0  | 0 | 0 |
| P. Gasser      | 30 | 12 | 3 | 0 |
| M. Hauswirth   | 20 | 0  | 3 | 0 |
| M. Hischier    | 18 | 0  | 1 | 1 |
| J. Hofer       | 9  | 0  | 3 | 0 |
| M. Hubacher    | 23 | 0  | 3 | 0 |
| T. Hunziker    | 0  | 0  | 0 | 0 |
| P. Karrer      | 28 | 0  | 0 | 0 |
| T. Kurz        | 0  | 0  | 0 | 0 |
| L. Lavorato    | 22 | 3  | 3 | 0 |
| F. Martignoni  | 1  | 0  | 0 | 0 |
| D. Mumenthaler | 12 | 0  | 2 | 0 |
| A. Murina      | 24 | 3  | 4 | 1 |
| A. Ribeiro     | 25 | 1  | 2 | 0 |
| N. Rothen      | 17 | 0  | 1 | 0 |
| L. Schädeli    | 1  | 0  | 0 | 0 |
| V. Selmani     | 21 | 0  | 3 | 2 |
| M. Siegfried   | 10 | 0  | 1 | 0 |
| P. Strahm      | 9  | 0  | 3 | 0 |
| M. Wittwer     | 4  | 0  | 0 | 0 |